# Нортхайм
Но́ртхайм (нем. Northeim) — город в Германии, ганзейский город, расположен в земле Нижняя Саксония.
Входит в состав района Нортхайм. Население составляет 29 431 человек (на 31 декабря 2010 года). Занимает площадь 145 км². Официальный код — 03 1 55 011.
Город подразделяется на 16 городских районов.

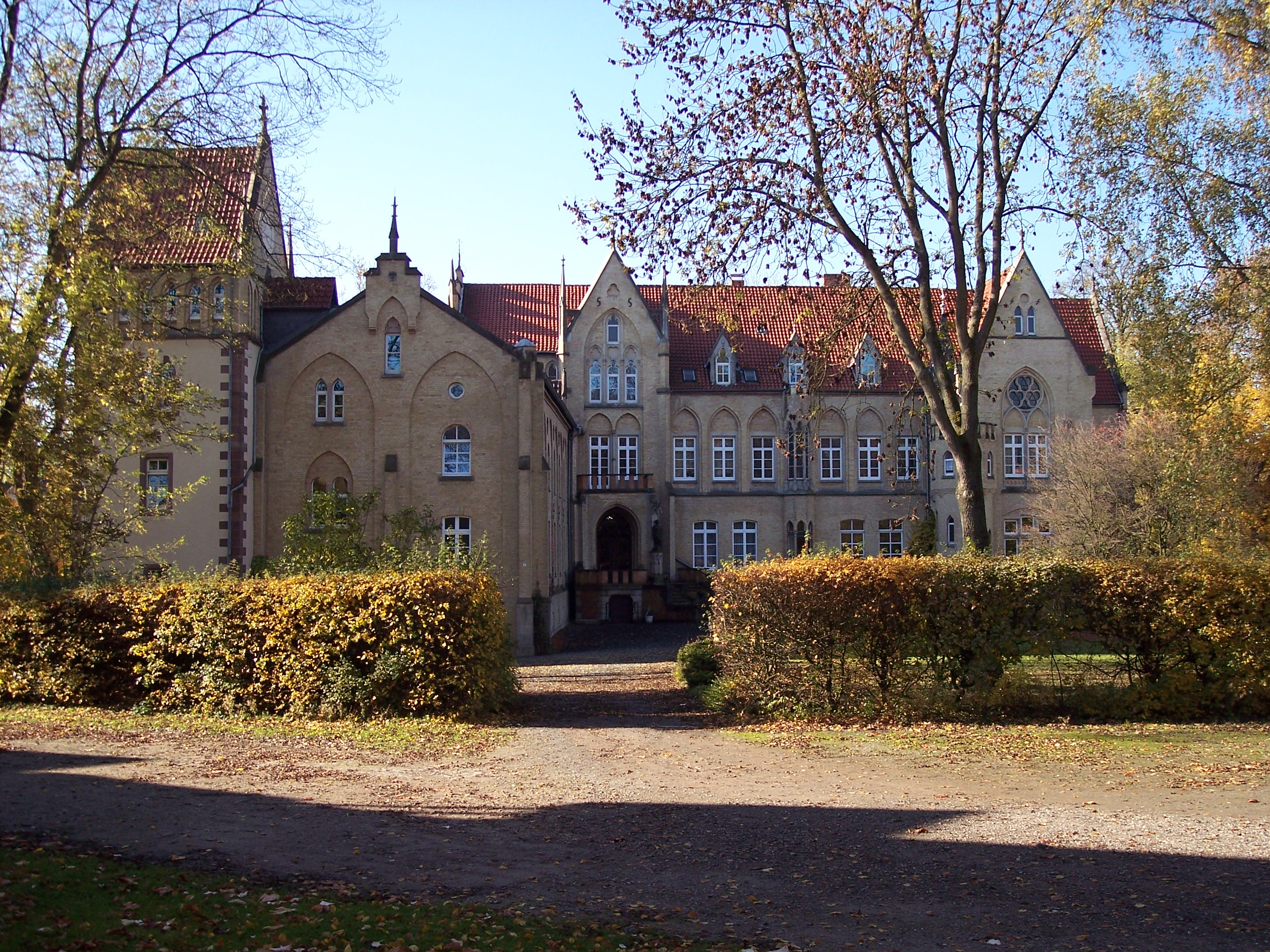
Замок

| Год  | Население |
| ---- | --------- |
| 1990 | 30 802    |
| 1995 | 32 476    |
| 2000 | 31 804    |
| 2005 | 30 973    |
| 2010 | 29 657    |